# Hostelling International
Hostelling International (HI), ehemals International Youth Hostel Federation (IYHF), ist der Dachverband von mehr als 90 Jugendherbergsverbänden in 90 Ländern, die zusammen etwa 4.000 Jugendherbergen und Jugendhotels betreiben. Darunter sind auch das Deutsche Jugendherbergswerk, der Österreichische Jugendherbergsverband, das Österreichische Jugendherbergswerk sowie der Verein Schweizer Jugendherbergen und die Youth Hostels Association (England & Wales).

## Geschichte

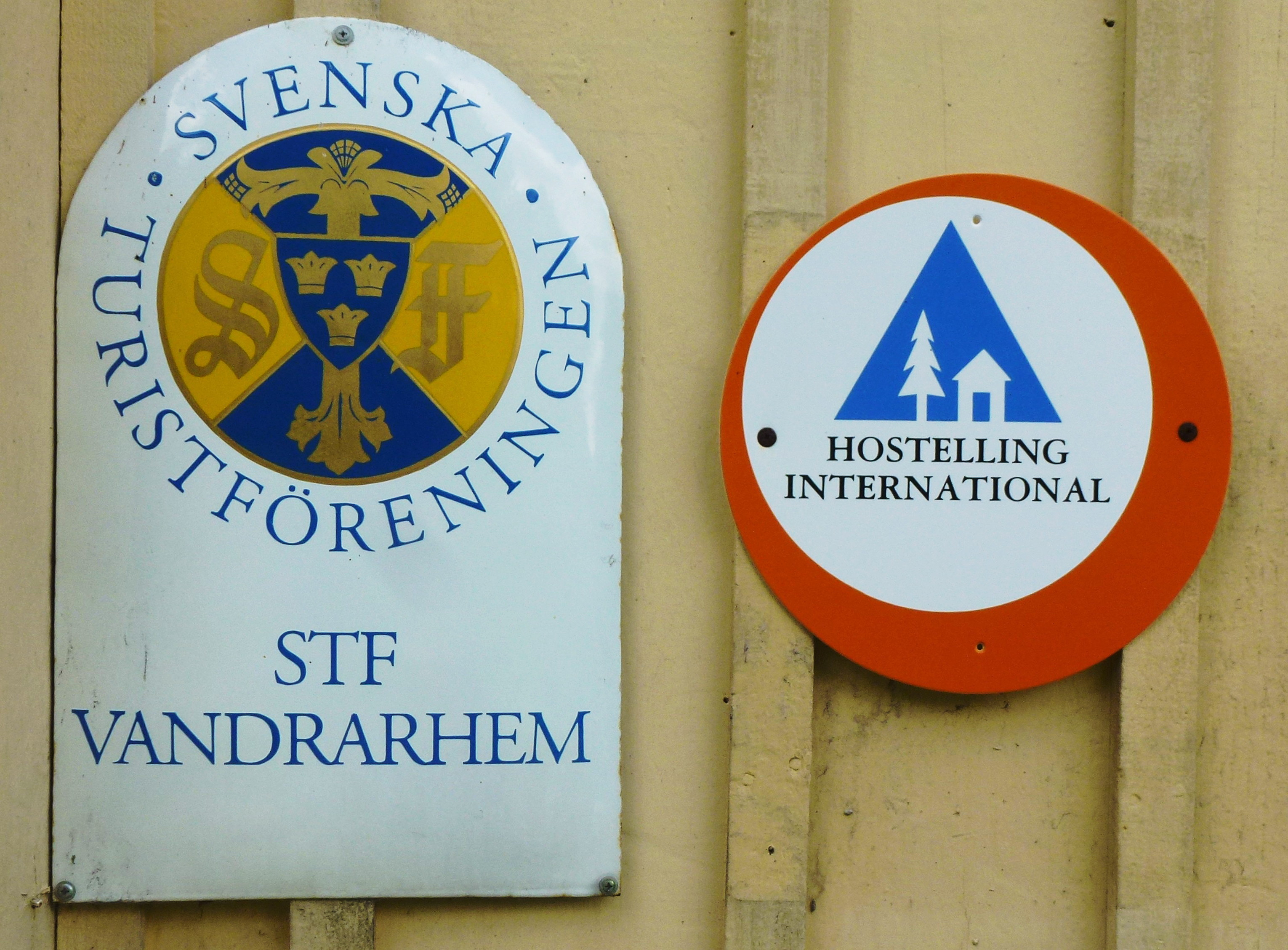
Bis 2022 hatte Svenska Turistföreningen eine Zusammenarbeit mit Hostelling International.

Die Gründungsversammlung der Internationalen Arbeitsgemeinschaft für Jugendherbergen fand vom 20. bis 22. Oktober 1932 in Amsterdam unter Beteiligung von elf europäischen Ländern statt: Deutschland, Schweiz, Tschechoslowakei, Polen, den Niederlanden, Norwegen, Dänemark, Großbritannien, Irland, Frankreich und Belgien.
Bei der zweiten internationalen Jugendherbergskonferenz im Oktober 1933 in Bad Godesberg wurde Richard Schirrmann, der die Jugendherbergsbewegung 1909 in Deutschland gegründet hatte, zu ihrem ersten Präsidenten gewählt. Doch 1936 wurde er von den Nationalsozialisten gezwungen, das Amt aufzugeben.
Im Jahr 2006 nahm die International Youth Hostel Federation (IYHF) den Markennamen Hostelling International (HI) an. HI hat in Großbritannien den Status einer gemeinnützigen Organisation. Der Verband ist mit über 4 Millionen Mitgliedern eine der größten Jugendorganisationen der Welt.
Zweck sind Dienstleistungen für Reisende und die Koordination der nationalen Verbände. Der Sitz liegt heute in Welwyn Garden City bei London.